# 小经厂胡同
39°56′33″N 116°24′18″E / 39.9425101°N 116.4051016°E

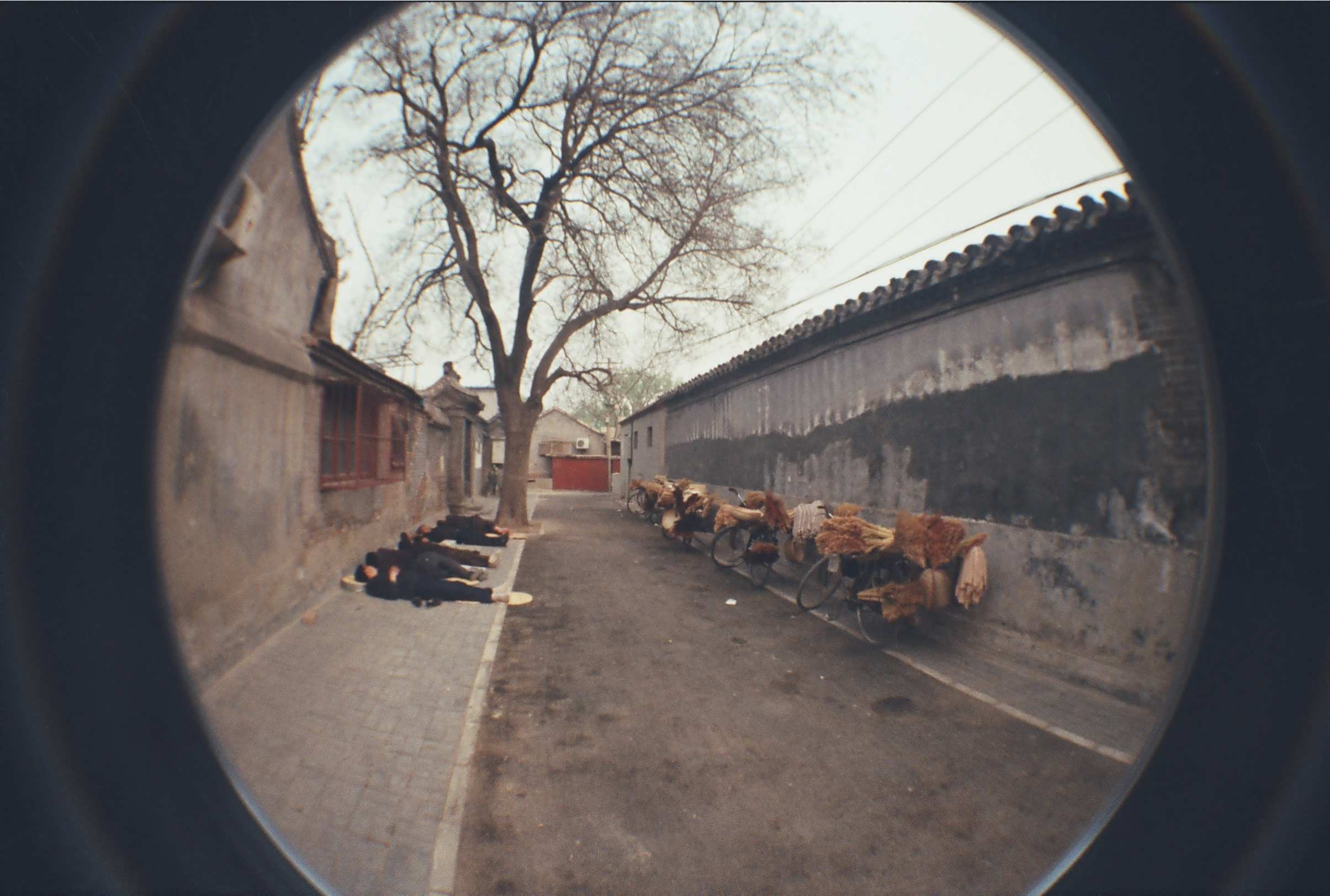
工作之余，躺在小经厂胡同内休息的人们

小经厂胡同是位于中国北京市东城区西北部的一条胡同。

## 简介
小经厂胡同北起分司厅胡同，南到鼓楼东大街。明朝医学外经厂设此，故得名。相传为印刷经卷的场所。乾隆十五年的《乾隆京城全图》中，称“小经厂”，其东标有“经厅”。1965年，定名“小经厂胡同”。文化大革命中，一度改为“赞学胡同”。后复名“小经厂胡同”。
小经厂胡同以西，有大经厂胡同，比小经厂胡同晚出现。传说大经厂为大佛寺晾晒经卷之处，小经厂为小佛寺晾晒经卷之处。小经厂胡同内有北京市东城区分司厅小学。